# Слока (стадион)
«Слока» (латыш. Sloka) — стадион в городе Юрмала вместимостью 2 500 зрителей, является домашней ареной футбольного клуба «Спартак». Стадион в себя включает два футбольных поля: большое (100×66 м) с травяным и малое (85×58 м) с синтетическим покрытием, 6 беговых дорожек с синтетическим покрытием, и сектор для занятия лёгкой атлетикой.

## Значимые матчи
| 22 сентября 2020 квалификация ЧЕ-2021 | Эстония | 0:3   | Россия                                    | Юрмала                                                                    |
| |         | отчет | 22′ Яковлева · 76′ Машина · 90′ Коровкина | Стадион: Слока Зрителей: без зрителей Судья: Simona Ghisletta (Швейцария) |
| Эстония: Корк, Радикen, Туллус, Химаненen, Орав, Ыунпуen ( 78′ Даут), Росенen ( 51') ( 51′ Кубасоваen), Лоen, Таммикen ( 71′ Мехеветс), Трейберг ( 57′ Арнаen) · Россия: Щербак, Беломытцева, Кожникова , Машкова, Смирнова, Козлова ( 61' Самойлова), Абдуллина, Беспаликова ( 74' Шеина), Машина, Коровкина, Яковлева ( 46' Фёдорова) |         |       |                                           |                                                                           |